# Johann Heinrich Bockmühl
Johann Heinrich Bockmühl (* 20. November 1738 in Barmen; † 5. Dezember 1802 in Elberfeld, beide heute Wuppertal) war ein deutscher Fabrikant, der als erster eine funktionierende Flechtmaschine erfand.

## Leben und Wirken
Die Eltern von Johann Heinrich Bockmühl waren der Landwirt und Bleicher Johann Peter Bockmühl und Maria Frowein. Johann Heinrich Bockmühl vergab anfangs Aufträge an Heimbandwirker, die Schnürsenkel per Hand flochten. Nach langen Experimenten gelang es ihm dann, eine funktionierende Flechtmaschine zu konstruieren. 1767 stellte er sie Kurfürst Karl Theodor vor, als dieser Barmen besuchte. Unter einer Tischplatte befanden sich mehrere Zahnräder, die die Klöppel antrieben. Zeitgenossen äußerten sich bewundernd über die leicht zu bedienende Maschine. Besonders die Abschaltautomatik faszinierte die Menschen: Wenn ein Faden riss oder die Spule leer gelaufen war, schaltete sich die Flechtmaschine automatisch ab. Die Flechtmaschinen breiteten sich bald nach Sachsen, Elsass, Frankreich und Amerika aus.